# Partido Popular Sul Tirolês
O Partido Popular Sul Tirolês (em alemão: Südtiroler Volkspartei, SVP; em italiano: Partito Popolare Sudtirolese, PPST) é um partido pega-tudo de carácter regionalista e autonomista, que procura representar a população alemã do Tirol do Sul.
Fundado em 1945, o SVP, que procura representar os interesses da minoria alemã do Tirol do Sul, é um partido, maioritariamente, democrata-cristão, embora tenha várias facções internas, de linha liberal, social-democrata, conservadora, e, também, agrária, que procura defender os interesses dos agricultores que constituem uma das principais bases de votantes do SVP.
O SVP teve, a nível nacional, uma histórica com a Democracia Cristã, até à dissolução desta em 1994, e, desde então, tem-se aproximado dos partidos de centro-esquerda em Itália, tendo relações estreitas, actualmente, com o Partido Democrático. A nível internacional, o partido desde 1993 é membro observador do Partido Popular Europeu e os seus representantes no Parlamento Europeu sentam-se no Grupo do Partido Popular Europeu.

## Resultados Eleitorais

### Eleições legislativas de Itália

#### Câmara dos Deputados

##### (Resultados referentes à província deBolzano-TrentoeTrentino Alto Adige)
| Data | CI. | Votos   | %          | +/-  | Deputados | +/-     |
| ---- | --- | ------- | ---------- | ---- | --------- | ------- |
| 1948 | 2.º | 124 243 | 30,7 (2.º) |      | 3 / 9     |         |
| 1953 | 2.º | 122 474 | 28,3 (2.º) | 2,4  | 3 / 8     | Estável |
| 1958 | 2.º | 135 491 | 29,3 (2.º) | 1,0  | 3 / 10    | Estável |
| 1963 | 2.º | 135 457 | 27,9 (2.º) | 1,4  | 3 / 10    | Estável |
| 1968 | 2.º | 149 118 | 30,0 (2.º) | 2,1  | 3 / 9     | Estável |
| 1972 | 2.º | 153 674 | 30,1 (2.º) | 0,1  | 3 / 10    | Estável |
| 1976 | 2.º | 184 375 | 32,5 (2.º) | 2,4  | 3 / 9     | Estável |
| 1979 | 1.º | 204 899 | 35,8 (1.º) | 3,3  | 4 / 10    | 1       |
| 1983 | 1.º | 184 940 | 32,4 (1.º) | 3,4  | 3 / 8     | 1       |
| 1987 | 1.º | 202 022 | 33,1 (1.º) | 0,7  | 3 / 10    | Estável |
| 1992 | 1.º | 198 447 | 31,1 (1.º) | 2,0  | 3 / 10    | Estável |
| 1994 | 1.º | 231 842 | 36,8 (1.º) | 5,7  | 3 / 10    | Estável |
| 1996 | 1.º | 99 531  | 17,7 (1.º) | 19,1 | 3 / 10    | Estável |
| 2001 | 1.º | 200 059 | 32,9 (1.º) | 15,2 | 4 / 10    | 1       |
| 2006 | 1.º | 182 704 | 28,5 (1.º) | 4,4  | 4 / 11    | Estável |
| 2008 | 2.º | 147 718 | 24,0 (2.º) | 4,5  | 2 / 9     | 2       |
| 2013 | 1.º | 146 804 | 24,2 (1.º) | 0,2  | 5 / 12    | 3       |

#### Senado
| Data | CI. | Votos   | %          | +/-  | Deputados | +/-     |
| ---- | --- | ------- | ---------- | ---- | --------- | ------- |
| 1948 | 2.º | 95 406  | 27,8 (2.º) |      | 2 / 6     |         |
| 1953 | 2.º | 107 139 | 28,4 (2.º) | 0,6  | 2 / 6     | Estável |
| 1958 | 2.º | 120 068 | 30,5 (2.º) | 2,1  | 2 / 6     | Estável |
| 1963 | 2.º | 112 023 | 27,0 (2.º) | 3,5  | 2 / 7     | Estável |
| 1968 | 2.º | 131 071 | 29,9 (2.º) | 2,9  | 2 / 7     | Estável |
| 1972 | 2.º | 113 452 | 24,9 (2.º) | 5,0  | 2 / 7     | Estável |
| 1976 | 2.º | 158 584 | 33,4 (2.º) | 8,5  | 2 / 7     | Estável |
| 1979 | 1.º | 172 582 | 35,9 (1.º) | 2,5  | 3 / 7     | 1       |
| 1983 | 1.º | 157 444 | 33,7 (1.º) | 2,2  | 3 / 7     | Estável |
| 1987 | 1.º | 171 539 | 34,4 (1.º) | 0,7  | 2 / 7     | 1       |
| 1992 | 1.º | 168 113 | 31,6 (1.º) | 2,8  | 3 / 7     | 1       |
| 1994 | 1.º | 217 137 | 40,2 (1.º) | 8,6  | 3 / 7     | Estável |
| 1996 | 1.º | 178 425 | 33,4 (1.º) | 6,8  | 2 / 7     | 1       |
| 2001 | 3.º | 126 177 | 22,9 (3.º) | 10,5 | 2 / 7     | Estável |
| 2006 | 3.º | 117 495 | 20,5       |      | 3 / 315   | 1       |
| 2008 | 3.º | 98 948  | 17,7       |      | 3 / 315   | Estável |
| 2013 |     | 97 141  | 0,4 (1.º6) |      | 2 / 315   | 1       |

### Eleições regionais do Tirol do Sul
| Data | Votos   | %         | Deputados | +/-     | Status  |
| ---- | ------- | --------- | --------- | ------- | ------- |
| 1948 | 107 249 | 67,6 (#1) | 13 / 20   |         | Governo |
| 1952 | 112 602 | 64,8 (#1) | 15 / 22   | 2       | Governo |
| 1956 | 124 165 | 64,4 (#1) | 15 / 22   | Estável | Governo |
| 1960 | 132 351 | 63,9 (#1) | 15 / 22   | Estável | Governo |
| 1964 | 134 188 | 61,3 (#1) | 16 / 25   | 1       | Governo |
| 1968 | 137 982 | 60,7 (#1) | 16 / 25   | Estável | Governo |
| 1973 | 132 186 | 56,4 (#1) | 20 / 34   | 4       | Governo |
| 1978 | 163 502 | 61,3 (#1) | 21 / 34   | 1       | Governo |
| 1983 | 170 125 | 59,4 (#1) | 22 / 35   | 1       | Governo |
| 1988 | 184 717 | 60,4 (#1) | 22 / 35   | Estável | Governo |
| 1993 | 160 186 | 52,0 (#1) | 19 / 35   | 3       | Governo |
| 1998 | 171 820 | 56,6 (#1) | 21 / 35   | 2       | Governo |
| 2003 | 167 353 | 55,6 (#1) | 21 / 35   | Estável | Governo |
| 2008 | 146 545 | 48,1 (#1) | 18 / 35   | 3       | Governo |
| 2013 | 131 236 | 45,7 (#1) | 17 / 35   | 1       | Governo |

### Eleições europeias
| Data | Votos   | %          | Deputados | +/-     |
| ---- | ------- | ---------- | --------- | ------- |
| 1979 | 196 373 | 0,6 (1.º1) | 1 / 81    |         |
| 1984 | 198 220 | 0,6 (#9)   | 1 / 81    | Estável |
| 1989 | 172 383 | 0,5 (1.º3) | 1 / 81    | Estável |
| 1994 | 202 668 | 0,6 (1.º5) | 1 / 87    | Estável |
| 1999 | 156 005 | 0,5 (1.º9) | 1 / 87    | Estável |
| 2004 | 146 357 | 0,5 (#21)  | 1 / 78    | Estável |
| 2009 | 143 509 | 0,5 (1.º3) | 1 / 72    | Estável |
| 2014 | 138 037 | 0,5 (1.º1) | 1 / 73    |         |

## Líderes da SVP
- 1945 - 1948 Erich Amonn
- 1948 - 1951 Josef Menz
- 1951 - 1952 Toni Ebner
- 1952 - 1954 Otto Guggenberg
- 1954 - 1956 Karl Tinzl
- 1956 - 1957 Toni Ebner
- 1957 - 1991 Silvius Magnago
- 1991 - 1992 Roland Riz
- 1992 - 2004 Siegfried Brugger
- 2004 - 2009 Elmar Pichler Rolle
- desde 2009: Richard Theiner